# Frederick Carr Armstrong
Frederick Carr »Army« Armstrong, kanadski letalski častnik, vojaški pilot in letalski as, * 13. junij 1896, Toronto, Ontario, † 25. marec 1918.
Flight Commander Armstrong je v svoji vojaški službi dosegel 13 zračnih zmag.

## Življenjepis
Med prvo svetovno vojno je bil od leta 1915 pripadnik RNAS.

## Odlikovanja
- Distinguished Service Cross (DSC)
- Croix de Guerre